# Прорыв линии Цезаря

Карта оборонительных рубежей немецких войск (на схеме «линия Цезаря» выделена розовым пунктиром)

План операции «Диадема»

Прорыв линии Цезаря (нем. Cäsar-Linie) или Операция «Диадема» —  военная операция союзников по прорыву укрепленных позиций немецких войск в Италии и захвату Рима, проведённая с 11 мая по 4 июня 1944 года. 

## План операции
Готовя новое наступление на Рим, союзное командование в апреле — начале мая 1944 года довело численность войск 15-й группы армий до 25 дивизий. 8-я английская армия должна была наступать с ближайшей задачей овладеть Кассино и выйти в долину реки Лири северо-западнее этого города. Ближайшая задача 5-й американской армии состояла в том, чтобы форсировать Гарильяно и наступать вдоль побережья Тирренского моря для соединения с 6-м американским корпусом, занимавшим шестью дивизиями плацдарм у Анцио. В дальнейшем обе армии совместными усилиями должны были овладеть Римом. 
Всего на 40-километровом участке между хребтом Апеннинских гор и Тирренским морем против шести оборонявшихся здесь германских дивизий союзники сосредоточили 15 дивизий (восемь из 8-й армии и семь из 5-й) и более 2 тысяч артиллерийских орудий. В войсках группы армий имелось около 2 тысяч боеготовых танков. В подготовительный период авиация наносила удары по резервам и коммуникациям противника на глубину до линии Римини, Пиза. 
«Линия Цезаря» была в немецкой фортификационной системе последним рубежом обороны перед Римом и простиралась от западного побережья Италии возле Остии и Альбанских гор, южнее столицы, дальше от Вальмонтоне к Авеццано и Пескара на адриатическом берегу Италии. Рубеж «линии Цезаря» имел позади западной части укреплений дополнительную линию обороны — так называемую «Римскую маневровую линию», что проходила севернее Рима. По мере постепенного продвижения союзных войск «линия Цезаря» стала играть решающую роль в планах обороны немецких войск.

## Ход операции
Наступление англо-американских войск началось 11 мая. Оно развивалось медленно. За первые семь дней союзники продвинулись на 8—12 км, прорвали «линию Густава» и только 18 мая полностью овладели Кассино. С потерей этого главного опорного пункта в обороне противник стремился арьергардными боями на оборонительных рубежах сдержать продвижение войск союзников с тем, чтобы организованно отвести главные силы 10-й армии за реку Тибр. 
23 мая перешел в наступление 6-й американский корпус, нанося главный удар в направлении Веллетри, Вальмонтоне. Преодолевая сопротивление войск 14-й армии, стремившихся обеспечить отход 10-й армии с «линии Густава» на север, корпус только утром 25 мая смог соединиться с главными силами 5-й армии. 
Генерал Кларк, командующий 5-й американской армией,  решил изменить общий план наступления армии. Хотя планировалось, что будут приложены все усилия, чтобы перерезать пути отхода 10-й и 14-й армий, Кларк теперь приказал 5-й армии изменить ось своего наступления с северо-востока на северо-запад и начать движение по шоссе №7 и дороге из Анцио в Альбано прямо в сторону Рима. Основное наступление Кларка поначалу имело хороший прогресс, но затем наткнулось на основную позицию «линии Цезаря». В течение следующих четырех дней 6-й корпус не мог прорвать немецкую оборону, и казалось, что Кессельрингу наконец удалось стабилизировать немецкий фронт. 
29 мая Кларк перегруппировал свои силы на западном конце линии, и в ночь с 30 на 31 мая, когда один из патрулей 36-й дивизии обнаружил, что возвышенность за городом Монте Артемизио была не занята противником, дивизия незаметно проникла через этот ключевой объект двумя своими полками, в то время как третий полк дивизии нанес удар вокруг Веллетри, а затем позади него, перерезав линию отхода немецкого гарнизона. Таким образом, в самой сильной части обороны «линии Цезаря» образовалась опасная для немцев брешь. 1-я парашютно-танковая дивизия «Герман Геринг» контратаковала, но не смогла отбросить 36-ю дивизию. Кларк приказал немедленное общее наступление двух своих корпусов на утро следующего дня. 
2 июня Кларк двинул в наступление все свои силы: 11 дивизий, включая два британских соединения на побережье. 1-я парашютно-танковая дивизия «Герман Геринг» и 344-я дивизия немцев отступили первыми в ночь со 2 на 3 июня, открыв путь 2-му корпусу к шоссе №6. Они отошли к реке Аньене в район к востоку от Рима, прикрывшись арьергардами, предоставленными 4-й парашютной дивизией генерал-лейтенанта Генриха Треттнера. 
Под давлением превосходящих сил союзников германское командование в ночь на 4 июня начало общий отвод войск на север за реку Тибр, разрушив на своем пути мосты и переправы.
В столице мосты остались целыми, поскольку Кессельринг объявил Рим открытым городом. В 19.15 4 июня передовые части 88-й дивизии вышли на площадь Венеции в центре Рима. 
Отступающие войска вермахта отошли на следующий рубеж — «линию Тразимено», где после перегруппировки и подхода резервов 14-я армия вместе с 10-й армией Генриха фон Фитингофа сдерживали дальнейшее наступление союзников и своими действиями дали возможность основным силам вермахта перейти к обороне на главном рубеже Готской линии.